# Mühlenbach (Dickopsbach)
Der Mühlenbach ist ein 5,6 km langer Bach im  nordrhein-westfälischen Rhein-Sieg-Kreis und ein südsüdwestlicher und rechter Zufluss des Dickopsbachs, der auf dem Gebiet der Gemeinde  Bornheim verläuft.

## Geographie

### Verlauf
Der Mühlenbach entspringt in Rösberg östlich von Schloss Rösberg auf einer Höhe von 119 m ü. NHN im Vorgebirge. Vorrangig in nördliche Richtungen abfließend, durchfließt der Bach zunächst Merten, bevor er nördlich von Sechtem auf 58 m ü. NHN rechtsseitig in den Dickopsbach mündet. Aus dem Höhenunterschied von etwa 61 Metern errechnet sich ein durchschnittliches Sohlgefälle von 11 ‰.

### Einzugsgebiet und Zuflüsse
Sein 13,3 km² großes Einzugsgebiet entwässert er über Dickopsbach und Rhein zur Nordsee.
| Name       | GKZ     | Lage   | Länge in km | EZG in km² |
| ---------- | ------- | ------ | ----------- | ---------- |
| Breitbach  | 2731442 | links0 | 002,6150    | 0002,3150  |
| Siebenbach | 2731444 | links0 | 003,1190    | 0002,9490  |